# 한란
한란(寒蘭)은 난초과의 여러해살이풀이다.

## 특징

### 잎
잎은 무더기로 나오고 선형이며 가장자리가 다소 밋밋하고 밑부분은 점차 좁아진다.

### 꽃
꽃줄기는 옆에서 자라고 잎보다 다소 짧으며 12-1월에 꽃이 총상으로 달린다. 꽃은 향기가 있고 개체마다 녹색에서 붉은 색이 있다. 꽃받침조각은 3개이고 끝이 뾰족하며 벌어지고 꽃잎은 다소 짧다.
순판은 뒤로 말리고 흰 바탕에 자주색 점이 있다. 11월에서 겨울까지 추울 때 꽃이 피기 때문에 한란이라 한다.

### 분포
세계적으로 일본의 규슈·시코쿠·혼슈·쓰시마섬, 타이완의 화롄, 중국의 저장성·푸젠성에서 베트남 북부까지 자생 폭이 넓다. 한국은 제주도와 라도 남부 일부와 주변 섬에 자생하고 있다. 동쪽 표선면 토산리에서 서쪽 안덕면 서광리에 이르는 한라산 남쪽 남경사면, 높이 70-840m의 상록활엽수림지대, 특히 '시오름·선돌·돈네코' 부근에 집중 분포되고 있으나 일부 내외학자들의 식물목록에서 빠질 정도로 오래전부터 희귀한 식물이었다. 노루가 잘 먹는 풀이며 오랫동안 혜란중 하나로 귀하게 취급하였다. 1967년 7월 11일 학술연구자원으로 종 자체가 천연기념물 제191호로 지정되어 제주도 내에 있는 것은 개인의 소유물까지도 모두 문화재보호법의 적용을 받는다. 근래에 근경배양과 종자무균발아 등 기술향상과 약재·재료 등이 개발되어 난 재배가들에 의하여 대량 번식되고 있다.

## 제주도의 한란
제주도의 한란은 대한민국의 천연기념물 제191호이다. 서귀포시의 한란 자생지도 천연기념물 432호로 보호하고 있다.